# Rumena ušicerejka
Rumena ušicerejka (znanstveno ime Lasius flavus staro ime Rumena travniška mravlja) je ena najbolj razširjenih vrst mravelj v osredni Evropi, razširjena pa je tudi v Aziji, Severni Afriki in po vzhodnem delu Severne Amerike.

## Opis
Matica je dolga med 7 in 9 mm, samci merijo v dolžino med 3 in 4mm, delavke pa med 2 in 4 mm. Običajno so rumene do skoraj povsem rjave barve, matica in samci pa so nekoliko temnejših odtenkov.
Ta vrsta živi pretežno pod zemljo na travnikih in livadah. Mravljišča so običajno pod zemljo, včasih pa segajo tudi nad njo in so jasno razpoznavna kot kupčki predelane zemlje. Pogosto se te mravlje zadržujejo tudi pod kamni in tlakovci. Kadar se preveč namnožijo lahko na travnikih okoli gnezd uničijo zaplate trave.
Prehranjujejo se pretežno z izločki podzemnih vrst listnih uši, ki jih v ta namen gojijo v svojih gnezdih. Pozimi pogosto jedo cele uši.
Mlade mravlje imajo krila, ki jim omogočajo, da v toplih poletnih mesecih zapustijo mravljišče in ustvarijo novo kolonijo. Pogosto se zgodi, da posamezno kolonijo osnuje več matic. Kasneje se spopadejo in v koloniji ostane le najmočnejša